# Lioprosopa
Lioprosopa é um gênero de mariposa pertencente à família Crambidae.